# Hugonia neocaledonica
Hugonia neocaledonica är en linväxtart som först beskrevs av Eugène Vieillard, och fick sitt nu gällande namn av Eugène Vieillard och André Guillaumin. Hugonia neocaledonica ingår i släktet Hugonia och familjen linväxter. Inga underarter finns listade i Catalogue of Life.